# Luque
Luque − miasto w Paragwaju, w departamencie Central. Położone jest na wschód od stolicy Asunción, wchodzi w skład aglomeracji stołecznej Gran Asunción.

Współrzędne geograficzne: 25°16′S 57°34′W/-25,266667 -57,566667.

Ludność: 386 tys. (2013).
Luque jest jednym z kilku miast satelickich stolicy Paragwaju. Odznacza się 
bardzo szybkim tempem przyrostu ludności. Jeszcze w 1972 zamieszkiwało je zaledwie 13,9 tys.
W mieście rozwinął się przemysł elektromaszynowy, materiałów budowlanych, chemiczny oraz mleczarski.